# Wizard (joc de cartes)
Wizard és un joc de cartes creat per Ken Fisher, Toronto, Ontàrio, Canadà, el 1984. El joc es va comercialitzar per primera vegada el 1986. Basat en el joc de cartes tradicional Oh Hell, Fisher va modificar algunes de les regles afegint 8 cartes addicionals, 4 bufons i 4 mags.
Es tracta d’un joc de bases per a 3 a 6 jugadors. Una baralla de Wizard consta de 60 cartes: un conjunt estàndard de 52 cartes (amb els colls substituïts per símbols i colors personalitzats en algunes edicions), 4 mags (W) i 4 bufons (JE). Els bufons són les cartes de valor més baix, seguides dels 2, 3, 4, 5, 6, 7, 8, 9, 10, J, Q, K, As, i finalment els mags que són les de valor més alt.
El 1991 es va dur a terme un redisseny gràfic complet que va portar els frontals de les cartes al seu disseny actual.
El 1994, Ken Fisher va concedir els drets mundials a U.S. Games Systems, Inc. de Stamford, Connecticut.
El 1996 es va concedir una llicència a Amigo-Spiele per a la fabricació i distribució a Alemanya d'una versió amb un nou disseny de les cartes, el Fantasy Wizard, obra de l’il·lustrador alemany Franz Vohwinkel.
Actualment, Amigo-Spiele disposa dels drets de distribució mundial del Wizard, excepte per als mercats de Nord-amèrica i Austràlia, generant gairebé el 80% de les vendes globals del joc.
Des del 2003 existeix una plataforma que permet jugar al Wizard en línia de manera gratuïta, en 4 de les seves versions, mantinguda pel mateix creador del joc, Ken Fisher.
Des del 2010 es celebra el Campionat Mundial de Wizard (Wizard World Championship), cada any en un país diferent, organitzat per Amigo-Spiele, on participen jugadors procedents del Canadà, Estats Units, Alemanya i altres països europeus.

## Regles
La baralla està formada per 60 cartes de quatre colls (piques, cors, diamants i trèvols) numerades de l'1 al 10, J, Q i K, més quatre cartes Wizard (W) i quatre cartes Jester (JE).
Els Jesters són les cartes de menor valor, seguides de la resta de cartes dels diferents colls, des del 2 fins al 10, J, Q, K i As, essent els Wizards les cartes de més gran valor.
Objectiu del joc:
L’objectiu del joc és fer una predicció correcta del nombre de mans que es guanyaran en cada ronda. Es reben punts per encertar i el jugador amb més punts al final de la partida resulta el guanyador.
Repartiment de cartes:
Abans de començar es reparteix una carta a cada jugador per determinar qui serà el primer a repartir-les en la partida (la de més valor). El joc es desenvolupa sempre en sentit horari.
A la primera ronda cada jugador rep solament una carta. A la segona ronda es reparteixen dues cartes a cada jugador, tres cartes a la tercera ronda i així successivament. Després de cada ronda el jugador situat a l’esquerra del que va repartir-les a la ronda anterior, barreja les 60 cartes i es converteix en el nou repartidor.
Després del repartiment, es gira cap amunt la primera carta del maç que determinarà el coll de trumfo o atot. Si la carta girada fos un Jester, es gira cap avall i es considera que no hi ha coll guanyador en aquella ronda (sense atot). Si la carta girada fos un Wizard, el repartidor determinarà el coll guanyador (atot) després de mirar les seves cartes. A la darrera ronda de la partida es reparteixen totes les cartes i per tant es juga sense coll guanyador (sense trumfo).
Prediccions:
Cada jugador anuncia, per torns, començant pel situat a l’esquerra del repartidor i seguint el sentit horari, el nombre de bases que creu que guanyarà (zero o una a la primera ronda) i s’anota al full de puntuacions. El nombre total de bases anotades pot ser igual o no al nombre de bases possibles que es poden realitzar en cadascuna de les rondes.
Desenvolupament de la partida:
El jugador a l’esquerra del repartidor comença la ronda. Pot jugar qualsevol carta. Es continua amb la resta de jugadors en sentit horari. En cas que sigui possible s’ha de jugar una carta del coll jugat pel primer jugador. Si un jugador no té cartes d’aquest coll, pot jugar qualsevol carta, incloses les cartes del coll guanyador (atot). Un Wizard o un Jester es poden jugar en qualsevol moment, inclús si el jugador té cartes del coll en joc.
Guanya la mà:
- El primer Wizard jugat.
- Si no s’ha jugat un Wizard, guanya la carta més alta del coll guanyador (atot).
- Si no s’ha jugat cap atot, guanya la carta més alta del coll amb el que s’ha començat la mà.

El guanyador de la mà comença la següent.
Wizards i Jesters:
Si la primera carta jugada és un Wizard, el jugador que l’ha jugat guanya la mà i la resta de jugadors poden jugar qualsevol carta, inclús un altre Wizard. Si la primera carta jugada és un Jester, es considera una carta nul·la, per tant la següent carta jugada determina el color a seguir. Els Jesters sempre perden la mà, excepte si totes les cartes jugades són Jesters. En aquest cas guanya la mà el primer Jester jugat.
Puntuació:
Cada jugador guanya 20 punts per cada predicció encertada, més 10 punts addicionals per cada basa guanyada. Si contràriament un jugador falla la seva predicció, perd 10 punts per cada basa per sobre o per sota de la seva predicció.
Durada de la partida:
Hi ha 60 cartes. La partida continua fins a la ronda en la que totes les cartes es reparteixen. Per tant, una partida de 3 jugadors consta de 20 rondes, una partida de 4 jugadors de 15 rondes, una partida de 5 jugadors de 12 rondes i una partida de 6 jugadors de 10 rondes.
Anotació de les mans:
A cada ronda, abans de començar a jugar, s’han d’anunciar les prediccions de tots els jugadors. Cada jugador ha de mostrar les mans guanyades en tot moment per a que la resta pugui veure-les i així poder saber el nombre de mans que li resta per guanyar a cadascun d’ells.
Variants de les prediccions:
- Predicció oculta: Tots els jugadors mostren les seves prediccions simultàniament.
- Predicció tancada: Tots els jugadors apunten la seva predicció en un paper, que mostraran al final de la ronda.
- Regla canadenca: Si en l’última ronda de la partida el darrer jugador en fer la seva predicció és el que més punts porta en la classificació fins al moment, no podrà  demanar un nombre de bases tal que la suma total de mans sigui igual al nombre de mans possibles. Aquesta regla no s’aplica si hi ha dos o més jugadors empatats a la primera posició.

## Campionat mundial
Els campionats mundials de Wizard van començar a celebrar-se l'any 2010. La primera edició es disputà a Frankfurt del Main, Alemanya.
Països guanyadors:
- Àustria: 4 campionats
- Alemanya. 3 campionats
- Grècia: 3 campionats
- Suïssa: 2 campionats
- Hongria: 1 campionat

| Any  | Seu                      | Guanyador                   |
| ---- | ------------------------ | --------------------------- |
| 2010 | Frankfurt, Alemanya      | Josef Sigi (Alemanya)       |
| 2011 | Budapest, Hongria        | Beate Punz (Àustria)        |
| 2012 | Viena, Àustria           | Thomas Kessler (Suïssa)     |
| 2013 | Amsterdam, Països Baixos | Christian Adolph (Alemanya) |
| 2014 | Atenes, Grècia           | Gergely Suba (Hongria)      |
| 2015 | Praga, República Txeca   | Hans Mostbock (Àustria)     |
| 2016 | Budapest, Hongria        | Robert Laschkolnig (Suïssa) |
| 2017 | Riga, Letònia            | Ignaz Punz (Àustria)        |
| 2018 | Varsòvia, Polònia        | Vasilis Papadakis (Grècia)  |
| 2019 | Anvers, Bèlgica          | Spyros Keramas (Grècia)     |
| 2020 | Barcelona, Catalunya     | No celebrat per la Covid-19 |
| 2021 | Barcelona, Catalunya     | No celebrat per la Covid-19 |
| 2022 | Viena, Àustria           | Sebastian Holzer (Àustria)  |
| 2023 | Praga, República Txeca   | Alexander Kube (Alemanya)   |
| 2024 | Stuttgart, Alemanya      | Spyros Keramas (Grècia)     |